# Stanisław Heropolitański
Stanisław Heropolitański (ur. 12 marca 1956 w Szczecinie) – dziennikarz lokalnej TV Szczecin i telewizji prywatnych Gryf i Pomerania, rzecznik prasowy zarządu Elektrim Kable S.A. Oddział w Szczecinie i redaktor rozgłośni zakładowej Fabryki Kabli "Załom", były rzecznik prasowy Politechniki Szczecińskiej (Zachodniopomorskiego Uniwersytetu Technologicznego w Szczecinie (ZUT)), były rzecznik marszałka województwa zachodniopomorskiego i naczelnik biura promocji Urzędu Marszałkowskiego. Pracownik Książnicy Pomorskiej, w której prowadził m.in. warsztaty „Książka ma głos” oraz "Jak mówić do ludzi i do rzeczy" i „Posłuchaj, jak czytasz”. Współpracownik gazety zakładowej "Życie Załomia" i czasopisma "Regiony". Lektor radiowy i telewizyjny, szczególnie rozpoznawalny w latach 90. Można było go usłyszeć na kasetach wideo oraz w wielu serialach i programach regionalnych a także na antenie ogólnopolskiej m.in. Wybory Miss Universum, Noc z gwiazdami, magazyn Morze i w roli prowadzącego, m.in. Turniej Miast, Wieczór wyborczy. Od 1990 roku bliski współpracownik Telewizji Alfa dla której naczytał setki filmów promocyjnych i dokumentalnych o regionie zachodniopomorskim emitowanych również w TVP
Od 2025 ponownie jako spiker w Kronice Szczecińskiej TVP3 Szczecin.

## Życiorys
Studiował filologię polską WSP Szczecin, dziennikarstwo Uniwersytet Warszawski (absolutoria). Karierę w mediach rozpoczynał od pracy w Radiu Szczecin. W Telewizji Szczecin pracował 17 lat (lektor, prezenter, dziennikarz). Zaczynał od lektorowania pod materiały filmowe do Kroniki Pomorza Zachodniego. Później prowadził ten regionalny program informacyjny. Znany jest także z użyczania głosu i produkcji materiałów reklamowych, szkoleniowych dla szkół jazdy w całej Polsce na zlecenie firmy Winfor i e-kierowca.pl oraz  czytania audiobooków, m.in. powieści „Krzyżacy” i wykonań twórczości pisarzy regionalnych.

## Lektor

### Seriale animowane
- Bajkowe trojaczki (TVP Regionalna)
- Czarnoksiężnik z krainy Oz (TVP Regionalna, 2x2)
- Czterech muzyków z Bremy (TVP Regionalna)
- Doktor Ojboli (TVP Regionalna)
- Hej Arnold! (TVP Regionalna)
- Kowboje z Krowigrodu (TVP Regionalna)
- Mop i Smiff (TVP Regionalna)
- Pełzaki (TVP Regionalna)
- RoboCop (TVP Regionalna)
- Roger Odrzutowiec (TVP Regionalna)
- Zwierzęta z ginącego lasu (TVP Regionalna)

### Seriale telewizyjne
- Cienka niebieska linia (odcinki 1, 3-5)
- Co ludzie powiedzą?  (wersja szczecińska)[10]
- Czarna Żmija (wersja szczecińska)[10]
- Czerwony karzeł
- Dr Kildare (TVP Regionalna)
- Dwaj doktorzy Latimer (TVP Regionalna)
- Niegrzeczni panowie (TVP Regionalna)
- Starsky i Hutch
- Tak, panie ministrze (TVP Regionalna)
- Tak, panie premierze (TVP Regionalna)
- Czwórka przyjaciół z Bremy (TVP Regionalna)
- Ed. Koń, który mówi (TVP Regionalna)

### Filmy
- Flip i Flap
- Głębia[10] (Video Maj)
- Krwawa piosenka (Videotronic)
- Obcy[10]  (Video Maj)
- Over The Top
- Milczący świt (Videotronic)

### Filmy dokumentalne
- Magazyn mody "Fashion" (TVP 2)
- Groźny Czerwony Kur[13]
- Najpiękniejsze wspomnienia Grammy (TVP 2)
- Zapiski łazęgi (prod. Wytwórnia Telewizyjno-Filmowa Alfa, emisjaTVP oraz inne)

### Telenowele
- Maria z przedmieścia (TVP Regionalna)